# Prêmio ACM-AAAI Allen Newell
O Prêmio ACM-AAAI Allen Newell (em inglês:  ACM-AAAI Allen Newell Award) é atribuído a um indivíduo escolhido pelas suas amplas contribuições profissionais dentro da ciência da computação, ou que façam a ponte entre esta e outras disciplinas. Este prêmio é acompanhado por uma recompensa de dez mil dólares, e é financiado pela Association for the Advancement of Artificial Intelligence (AAAI), Association for Computing Machinery (ACM), e por doações individuais.

## Recipientes
- 1994 Fred Brooks
- 1995 Joshua Lederberg
- 1997 Carver Mead
- 1998 Saul Amarel
- 1999 Nancy Leveson
- 2000 Lotfali Askar-Zadeh
- 2001 Ruzena Bajcsy
- 2002 Peter Chen
- 2003 David Haussler e Judea Pearl
- 2004 Richard P. Gabriel
- 2005 Jack Minker
- 2006 Karen Spärck Jones
- 2007 Leonidas John Guibas
- 2008 Barbara Grosz e Joseph Halpern
- 2009 Michael Irwin Jordan
- 2010 Takeo Kanade
- 2011 Stephanie Forrest
- 2012 Moshe Tennenholtz e Yoav Shoham
- 2014 Jon Kleinberg
- 2015 Eric Horvitz
- 2016 Jitendra Malik
- 2017 Margaret Boden
- 2018 Henry Kautz
- 2019 Lydia Kavraki e Daphne Koller
- 2020 Moshe Y. Vardi e Hector J. Levesque
- 2021 Carla Gomes